# Ballan-Miré
Pour les articles homonymes, voir Ballan et Miré.
Ballan-Miré (prononcé [balɑ̃miʁe]) est une commune française de la région Centre-Val de Loire située dans le département d'Indre-et-Loire, au sud-ouest de Tours. D'une superficie de 26,16 km2, la commune fait partie de la Métropole de Tours, dans le canton de Ballan-Miré. En 2009, elle comptait 8 152 habitants, répartis entre le bourg et l'ensemble des hameaux.
La commune de Ballan-Miré est créée en 1818 par réunion des anciennes communes de Ballan et de Miré.

## Géographie

### Localisation

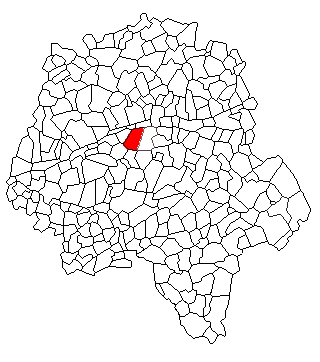
Situation géographique de la commune de Ballan-Miré dans le département d'Indre-et-Loire.

Ballan-Miré est située au centre du département d'Indre-et-Loire et fait partie de la région historique de Touraine.
Les communes limitrophes sont : Joué-lès-Tours, Monts, Artannes-sur-Indre, Druye, Savonnières, Saint-Genouph, et La Riche.
| Saint-Genouph | La Riche           | Joué-lès-Tours |
| Savonnières   | Ballan-Miré        | Joué-lès-Tours |
| Druye         | Artannes-sur-Indre | Monts          |

### Topographie, géologie, relief
La commune est située à 11 km au sud-ouest de Tours (7,8 km en distance orthodromique).
Ballan-Miré, s’étend sur 2 577 ha et se caractérise par une forte présence de boisements (près de 30 %) et d'espaces agricoles (31 %). Au total ce sont près de 80 % du territoire communal qui sont occupés par des espaces végétalisés.
La commune est longée par le Cher dont la vallée rencontre celle de la Loire avant la confluence située plus à l'ouest.
Le site est constitué par une large vallée alluviale orientée est-ouest offrant de larges points de vue sur les coteaux.
Elle s’étend sur deux grandes régions séparées par un coteau :
- le plateau tabulaire de la Champeigne, au Sud, culminant à 98 m. d’altitude et très légèrement incliné vers le nord et le nord-ouest ;
- la vallée du Cher au nord et la Varenne, dont le point le plus bas est de 43 m. d’altitude ;

Entre le plateau et la vallée, le coteau atteint 30 m de hauteur et est incisé par de nombreux vallons en direction du Cher.
Sur le plateau affleurent les calcaires lacustres de Touraine formés à l’ère tertiaire (Oligocène). Les couches y sont particulièrement épaisses (de 15 à 20 m sur la commune) et comprennent trois faciès alternant par bancs de quelques centimètres : des calcaires compacts plus ou moins durs (très riches en carbonates de calcium), des calcaires très durs à meulières (au sommet surtout) et des marnes farineuses blanches (limons calcaires très purs et très tendres).
Au sud de la commune, ils sont recouverts par quelques décimètres de limons de plateau, souvent superposés à des sables et graviers.
En bordure de Cher, l’érosion liée au niveau de base de la rivière a fait apparaître, sous les calcaires lacustres, des argiles à silex, puis des calcaires soit de Villedieu soit du Turonien.
Aucune exploitation des ressources géologiques n’existe à Ballan-Miré.
La géologie et la topographie participent à la structure des paysages de même qu'elles jouent un rôle dans les risques de mouvements de terrain.

### Climat
Pour des articles plus généraux, voir Climat du Centre-Val de Loire et Climat d'Indre-et-Loire.
En 2010, le climat de la commune est de type climat océanique dégradé des plaines du Centre et du Nord, selon une étude du CNRS s'appuyant sur une série de données couvrant la période 1971-2000. En 2020, Météo-France publie une typologie des climats de la France métropolitaine dans laquelle la commune est exposée à un climat océanique altéré et est dans la région climatique Moyenne vallée de la Loire, caractérisée par une bonne insolation (1 850 h/an) et un été peu pluvieux.
Pour la période 1971-2000, la température annuelle moyenne est de 11,6 °C, avec une amplitude thermique annuelle de 14,7 °C. Le cumul annuel moyen de précipitations est de 671 mm, avec 11,2 jours de précipitations en janvier et 6,4 jours en juillet. Pour la période 1991-2020, la température moyenne annuelle observée sur la station météorologique de Météo-France la plus proche, sur la commune de Fondettes à 7 km à vol d'oiseau, est de 11,9 °C et le cumul annuel moyen de précipitations est de 725,7 mm,. Pour l'avenir, les paramètres climatiques de la commune estimés pour 2050 selon différents scénarios d'émission de gaz à effet de serre sont consultables sur un site dédié publié par Météo-France en novembre 2022.
| Mois                                  | jan.            | fév.           | mars          | avril         | mai           | juin          | jui.          | août          | sep.          | oct.          | nov.          | déc.           | année      |
| ------------------------------------- | --------------- | -------------- | ------------- | ------------- | ------------- | ------------- | ------------- | ------------- | ------------- | ------------- | ------------- | -------------- | ---------- |
| Température minimale moyenne (°C)     | 2               | 1,8            | 3,4           | 5,3           | 8,8           | 12            | 13,5          | 13,3          | 10,3          | 8,3           | 4,7           | 2,4            | 7,2        |
| Température moyenne (°C)              | 4,9             | 5,5            | 8,2           | 10,7          | 14,4          | 17,8          | 19,7          | 19,6          | 16,2          | 12,7          | 8,1           | 5,3            | 11,9       |
| Température maximale moyenne (°C)     | 7,8             | 9,2            | 12,9          | 16,2          | 19,9          | 23,6          | 25,9          | 25,9          | 22,1          | 17            | 11,5          | 8,3            | 16,7       |
| Record de froid (°C) date du record   | −14,8 07.01.09  | −13,5 12.02.12 | −12 01.03.05  | −4,1 06.04.21 | −1,1 02.05.21 | 2,3 01.06.06  | 5,5 15.07.16  | 4 30.08.1993  | 1 25.09.02    | −3,4 21.10.10 | −9 24.11.1998 | −11,5 19.12.09 | −14,8 2009 |
| Record de chaleur (°C) date du record | 16,1 11.01.1998 | 22,6 27.02.19  | 25,5 31.03.21 | 29,6 30.04.05 | 32,6 27.05.05 | 39,2 29.06.19 | 40,5 25.07.19 | 39,9 10.08.03 | 35,3 14.09.20 | 29,6 02.10.11 | 23,2 07.11.15 | 17,9 07.12.00  | 40,5 2019  |
| Précipitations (mm)                   | 68,2            | 57,9           | 53,8          | 56,6          | 62,4          | 53,3          | 46,7          | 47,1          | 53,4          | 69,9          | 76,1          | 80,3           | 725,7      |

### Hydrographie et hydrologie

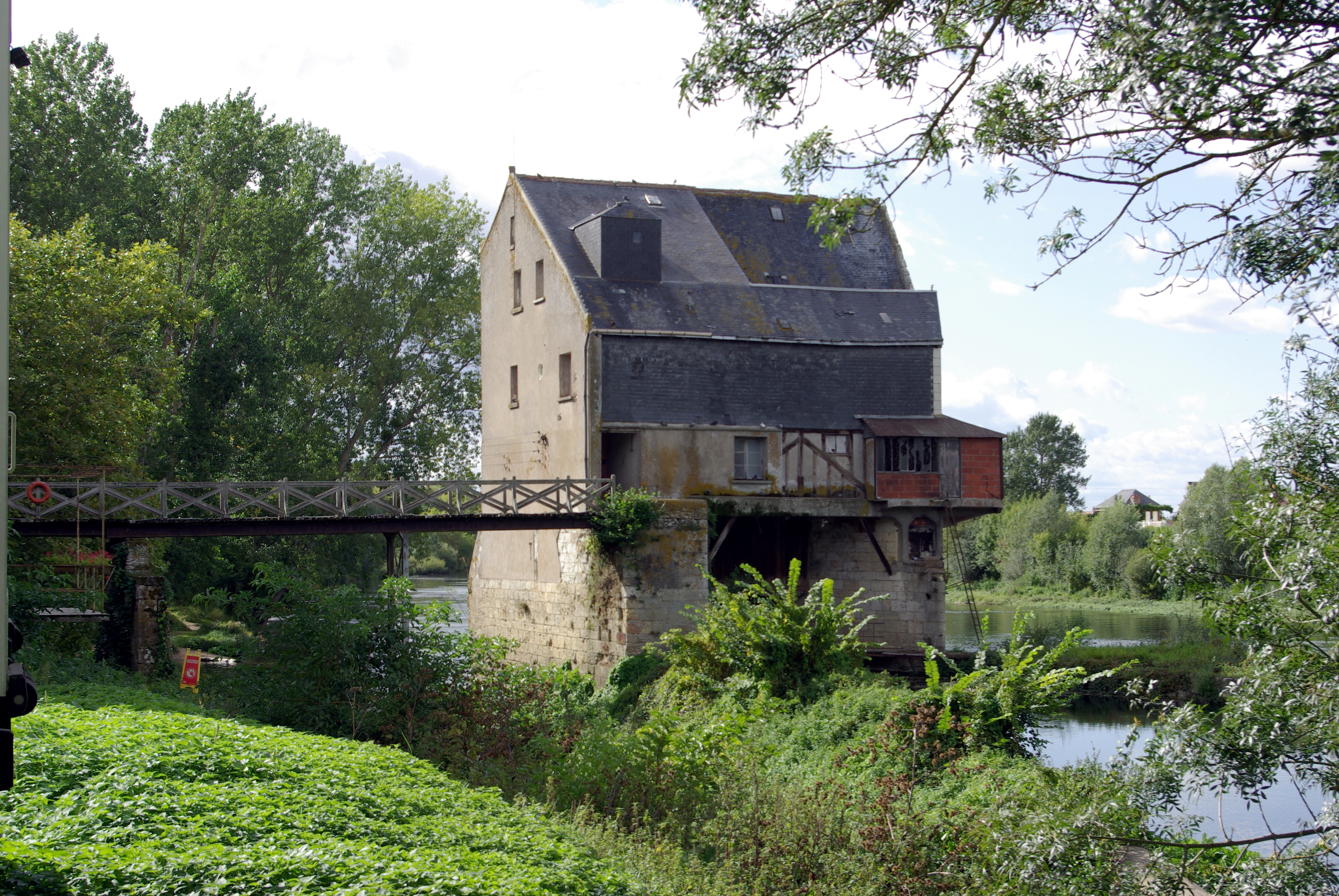
Grand moulin de Ballan.

Ballan-Miré est situé sur deux bassins versants ; celui du Cher et plus ponctuellement celui de l’Indre, plus au Sud sur le plateau.
Le cours d'eau principal, le Cher, est une rivière assez abondante. Son débit a été observé durant une période de 48 ans (1966-2013), à Tours, située à 18 km de son confluent avec la Loire. En aval de la commune le bassin versant de la rivière couvre 13 615 km2, c'est-à-dire plus de 97,8 % du total de 13 920 km2. Le module de la rivière à Tours est de 92,4 m3/s. Le débit maximal observé sur cette période est de 1 000 m3/s le 1er mars 1988.
En dehors du Cher, cours d’eau majeur qui longe la commune, Ballan-Miré compte deux cours d'eau permanents : le ruisseau du petit Cher et celui du Pissot. Les ruisseaux de Miré, de la Touche, du Vau, de Bois-Renault et des Touches, et celui de Fontaine-Ménard s’écoulent de façon temporaire. Les canalets entre la RD7 et le Cher complètent le réseau hydrographique.
Certains de ces cours d’eau ont servi à actionner des moulins (la Commanderie et le Grand Moulin).
De nombreux plans d’eau sont présents à Ballan-Miré :
- retenues le long des cours d'eau : lac des Bretonnières sur le ruisseau du Pissot,
- étangs sur le cours d'eau temporaire du vallon du Vau Secret, étangs et mares au sein des boisements (bois de la Presle, bois de Beauvais, bois de Bois Gibert),
- mares très nombreuses ponctuant les terres agricoles sur le plateau.

Ces plans d'eau jouent un rôle essentiel dans la gestion des eaux pluviales sur des sols hydromorphes et présentent un intérêt écologique.
Trois zones humides ont été répertoriées sur la commune par la direction départementale des territoires (DDT) et le conseil départemental d'Indre-et-Loire : « les étangs du Bois de la Presle », « Boire de Grand Moulin » et « la vallée du Château du Vau »,.

### Espaces naturels protégés
La commune de Ballan-Miré se situe intégralement dans la zone tampon du périmètre du Val de Loire, inscrit au patrimoine mondial de l'Unesco.
Ballan-Miré, de par sa surface importante de boisements et de milieux ouverts est l’un des maillons essentiels de la trame verte de l'agglomération de Tours. Elle compte en effet une des densités les plus élevées de réservoirs de biodiversité de l'agglomération, notamment pour les espèces inféodées aux milieux boisés et humides. La présence du Cher, axe majeur pour la migration des poissons avec la Loire et l'Indre, lui offre un intérêt écologique supplémentaire. Pour autant, ces milieux naturels ne font aujourd'hui l’objet d'aucune protection naturaliste forte.
Trois sites ont été acquis par le Conseil Général au titre des espaces naturels sensibles (ENS) puis rétrocédés à la commune :
- Le bois des Touches, d’un peu plus de 64 ha,
- L’île aux castors, sur le Cher,
- Le Beau Petit Verger, dit parc de Beauverger, à proximité du centre et de la gare.

L’objectif de la définition de ces périmètres est de préserver la qualité des sites, des paysages, des milieux et d’assurer la sauvegarde des habitats naturels. Le Bois des Touches géré par L’ONF est couvert par un plan de gestion. Le bois des Touches et le parc de Beauverger sont aménagés pour l’accueil du public.
Il n'existe pas à Ballan-Miré de secteurs concernés par la protection Natura 2000.
Cependant, deux sites Natura 2000 dont les périmètres se superposent se concentrent dans la vallée de la Loire, à environ deux kilomètres au nord de la limite communale :
- une zone de protection spéciale (FR2410012), dénommée "Vallée de la Loire d'Indre-et-Loire",
- un site d'intérêt communautaire (FR2400548), "La Loire de Candes-Saint-Martin à Mosnes"[12].

### Transports

#### Voies de communication
La D 751 dessert la commune. Il s'agit d'une ancienne section de l'A85. Elle permet de rejoindre le périphérique de Tours.

#### Transports en commun
Le bourg est desservi par les lignes 30 et 31 du Réseau Fil Bleu. La ligne 32 passe également par le nord de la commune, s'arrêtant au Grand Moulin.
La voie ferrée de Tours à Chinon traverse la commune, et une gare est située à proximité du bourg.

## Urbanisme

### Typologie
Au 1er janvier 2024, Ballan-Miré est catégorisée ceinture urbaine, selon la nouvelle grille communale de densité à sept niveaux définie par l'Insee en 2022.
Elle appartient à l'unité urbaine de Tours, une agglomération intra-départementale regroupant 38  communes, dont elle est une commune de la banlieue,,. Par ailleurs la commune fait partie de l'aire d'attraction de Tours, dont elle est une commune de la couronne,. Cette aire, qui regroupe 162 communes, est catégorisée dans les aires de 200 000 à moins de 700 000 habitants,.

### Occupation des sols
L'occupation des sols de la commune, telle qu'elle ressort de la base de données européenne d’occupation biophysique des sols Corine Land Cover (CLC), est marquée par l'importance des territoires agricoles (49,8 % en 2018), en diminution par rapport à 1990 (56,2 %). La répartition détaillée en 2018 est la suivante : 
terres arables (29,9 %), forêts (26 %), zones urbanisées (16,5 %), prairies (11,4 %), zones agricoles hétérogènes (8,5 %), zones industrielles ou commerciales et réseaux de communication (4,3 %), espaces verts artificialisés, non agricoles (2,2 %), eaux continentales (1,3 %). L'évolution de l’occupation des sols de la commune et de ses infrastructures peut être observée sur les différentes représentations cartographiques du territoire : la carte de Cassini (XVIIIe siècle), la carte d'état-major (1820-1866) et les cartes ou photos aériennes de l'IGN pour la période actuelle (1950 à aujourd'hui).

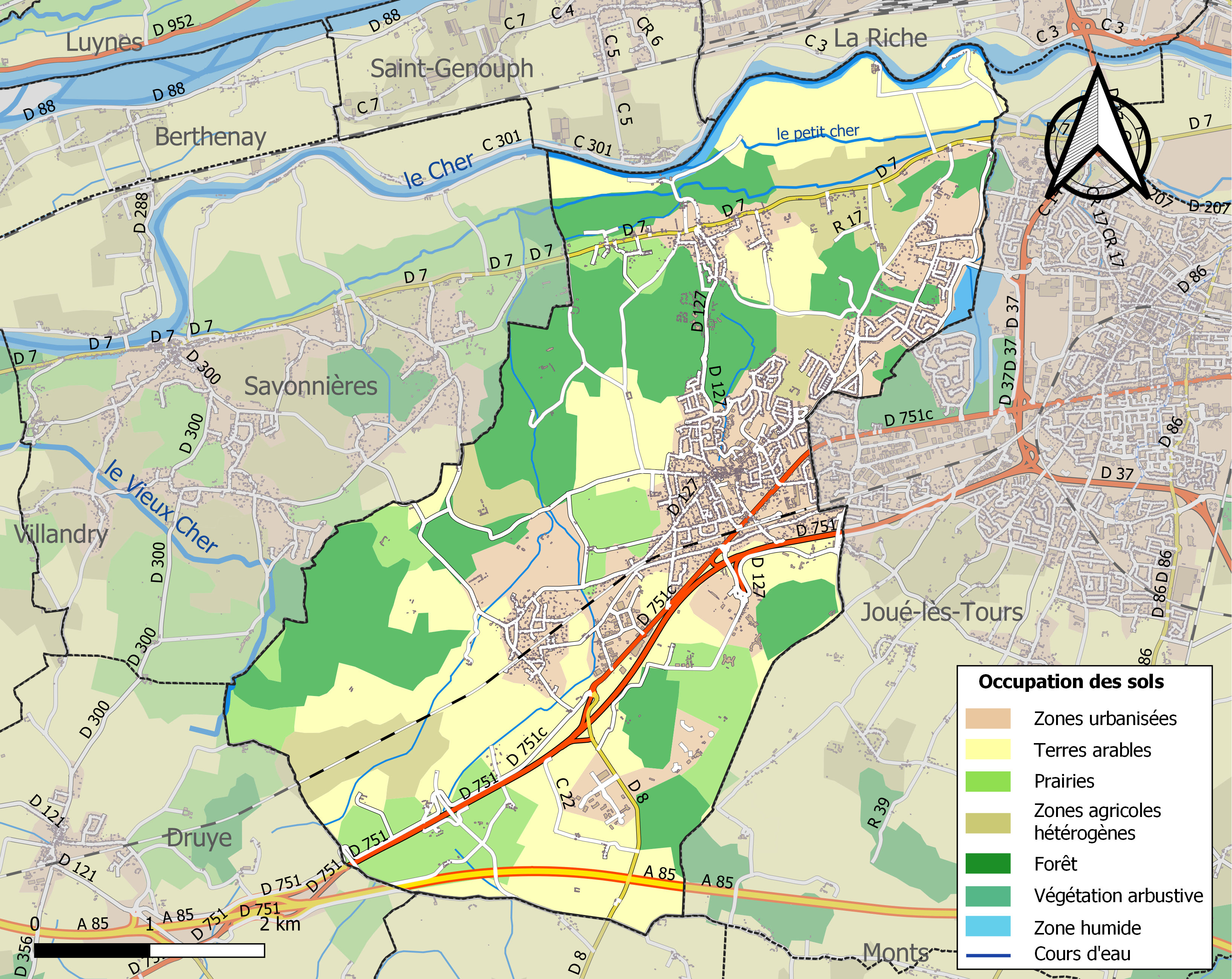
Carte des infrastructures et de l'occupation des sols de la commune en 2018 (CLC).

### Risques majeurs
Le territoire de la commune de Ballan-Miré est vulnérable à différents aléas naturels : météorologiques (tempête, orage, neige, grand froid, canicule ou sécheresse), inondations et séisme (sismicité faible). Un site publié par le BRGM permet d'évaluer simplement et rapidement les risques d'un bien localisé soit par son adresse soit par le numéro de sa parcelle.
Certaines parties du territoire communal sont susceptibles d’être affectées par le risque d’inondation par débordement de cours d'eau, notamment le Cher et le Vieux Cher. La commune fait partie du territoire à risques importants d'inondation (TRI) de Tours, un des 21 TRI qui ont été arrêtés fin 2012 sur le bassin Loire-Bretagne et portés à 22 lors de l'actualisation de 2018. Des cartes des surfaces inondables ont été établies pour trois scénarios : fréquent (crue de temps de retour de 10 ans à 30 ans), moyen (temps de retour de 100 ans à 300 ans) et extrême (temps de retour de l'ordre de 1 000 ans, qui met en défaut tout système de protection),. La commune a été reconnue en état de catastrophe naturelle au titre des dommages causés par les inondations et coulées de boue survenues en 1982, 1985, 1999, 2001 et 2016,.

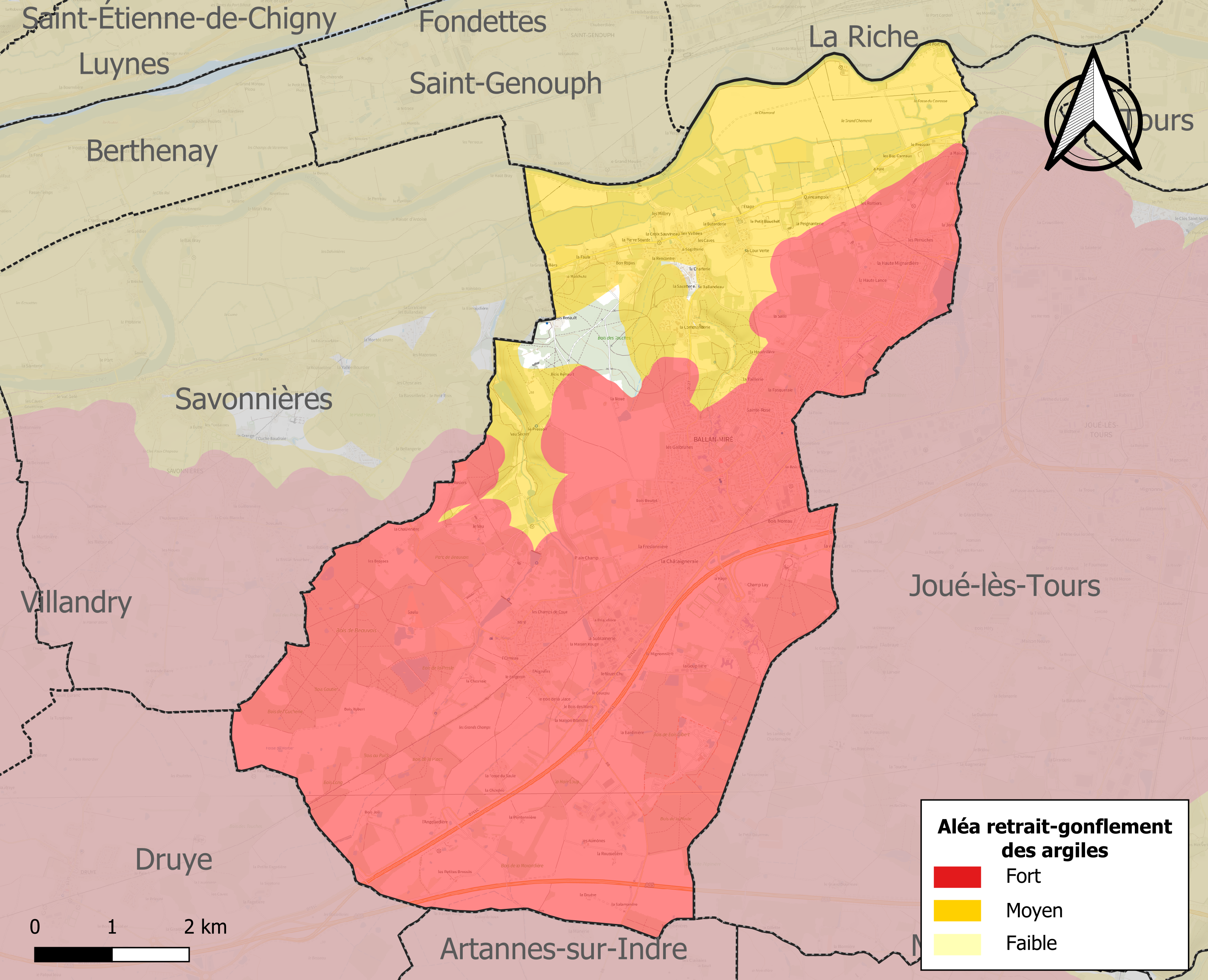
Carte des zones d'aléa retrait-gonflement des sols argileux de Ballan-Miré.

Le retrait-gonflement des sols argileux est susceptible d'engendrer des dommages importants aux bâtiments en cas d’alternance de périodes de sécheresse et de pluie. 97,9 % de la superficie communale est en aléa moyen ou fort (90,2 % au niveau départemental et 48,5 % au niveau national). Sur les 2 821 bâtiments dénombrés sur la commune en 2019, 2807 sont en aléa moyen ou fort, soit 100 %, à comparer aux 91 % au niveau départemental et 54 % au niveau national. Une cartographie de l'exposition du territoire national au retrait gonflement des sols argileux est disponible sur le site du BRGM,.
Concernant les mouvements de terrains, la commune a été reconnue en état de catastrophe naturelle au titre des dommages causés par la sécheresse en 1990, 1992, 1993, 1996, 1997, 2005, 2011 et 2019 et par des mouvements de terrain en 1999.

## Toponymie
La commune de Ballan s'appela Balatedo au Ve siècle, Balanum en 1078, puis plus tard Balatido, Balamuo, Balamus au XIIIe siècle et Ballam au XVIIIe. Composé de deux communes, Ballan et Miré, ce n’est qu’en 1818 que celles-ci ne formèrent qu'une seule et même commune. Le nom définitif de « Ballan-Miré » est adopté le 12 avril 1920.

## Histoire
C'est peut-être à l'emplacement du lieu-dit des Landes de Charlemagne, sur la commune de Ballan-Miré, que Charles Martel a, le 25 octobre 732, défait les troupes omeyyades, selon les historiens André-Roger Voisin et Pierre Leveel.
C'est à Ballan, qu'Henri II, vaincu et humilié ira à la rencontre de Philippe Auguste et Richard Cœur de Lion et cédera sur tous les points, désignant notamment Richard pour son seul héritier.

## Politique et administration
Le canton de Ballan-Miré est composé de 7 communes : Berthenay, Druye, La Riche, Saint-Genouph, Savonnières, Villandry et Ballan-Miré qui en est le chef-lieu. Ballan-Miré fait partie de la Communauté d'agglomération Tours Plus.

### Tendances politiques et résultats
| Scrutin             | Scrutin             | 1er tour | 1er tour | 1er tour | 1er tour | 1er tour | 1er tour | 1er tour | 1er tour | 1er tour | 1er tour | 1er tour | 1er tour | 2d tour | 2d tour  | 2d tour | 2d tour | 2d tour  | 2d tour |
| Scrutin             | Scrutin             | 1er      | 1er      | %        | 2e       | 2e       | %        | 3e       | 3e       | %        | 4e       | 4e       | %        | 1er     | 1er      | %       | 2e      | 2e       | %       |
| ------------------- | ------------------- | -------- | -------- | -------- | -------- | -------- | -------- | -------- | -------- | -------- | -------- | -------- | -------- | ------- | -------- | ------- | ------- | -------- | ------- |
| Présidentielle 2017 | Présidentielle 2017 |          | EM       | 29,26    |          | LR       | 25,46    |          | LFI      | 15,08    |          | FN       | 14,92    |         | EM       | 75,47   |         | FN       | 24,53   |
| Présidentielle 2022 | Présidentielle 2022 |          | LREM     | 37,60    |          | LFI      | 17,60    |          | RN       | 17,60    |          | LR       | 6,19     |         | LREM     | 69,43   |         | RN       | 30,57   |
| Législatives 2022   | 4e                  |          | LREM-ENS | 36,06    |          | PS-Nupes | 29,62    |          | RN       | 13,58    |          | LR       | 9,43     |         | LREM-ENS | 59,28   |         | PS-Nupes | 40,72   |
| Législatives 2024   | 4e                  |          | RE-Ens   | 34,59    |          | PS-NFP   | 27,74    |          | RN       | 27,14    |          | LR       | 9,58     |         | PS-NFP   | 62,40   |         | RN       | 37,60   |

### Liste des maires
| Période   | Période   | Identité          | Étiquette   | Qualité                                                                |
| --------- | --------- | ----------------- | ----------- | ---------------------------------------------------------------------- |
| mars 1977 | août 2007 | Michel Lezeau     | UMP         | Directeur financier Député (2007-2010), conseiller général (1982-2001) |
| août 2007 | mars 2008 | Jacques Rabier    | UMP         |                                                                        |
| mars 2008 | mars 2014 | Laurent Baumel    | PS          | Cadre supérieur du secteur public Député de 2012 à 2017                |
| mars 2014 | mai 2020  | Alexandre Chas    | UMP puis LR | Chef d'entreprise Conseiller départemental depuis 2015                 |
| mai 2020  | En cours  | Thierry Chailloux | SE          | Directeur d'une unité de production dans l'industrie                   |

### Politique environnementale
Dans son palmarès 2016, le Conseil National des Villes et Villages Fleuris de France a attribué trois fleurs à la commune au Concours des villes et villages fleuris.

### Finances locales
Évolution de l'endettement (en milliers d’€) :

## Population et société

### Démographie
L'évolution du nombre d'habitants est connue à travers les recensements de la population effectués dans la commune depuis 1793. Pour les communes de moins de 10 000 habitants, une enquête de recensement portant sur toute la population est réalisée tous les cinq ans, les populations de référence des années intermédiaires étant quant à elles estimées par interpolation ou extrapolation. Pour la commune, le premier recensement exhaustif entrant dans le cadre du nouveau dispositif a été réalisé en 2007.

En 2022, la commune comptait 8 347 habitants, en évolution de +5,09 % par rapport à 2016 (Indre-et-Loire : +1,67 %, France hors Mayotte : +2,11 %).
| 1793 | 1800 | 1806 | 1821  | 1831  | 1836  | 1841  | 1846  | 1851  |
| ---- | ---- | ---- | ----- | ----- | ----- | ----- | ----- | ----- |
| 930  | 819  | 992  | 1 236 | 1 192 | 1 155 | 1 026 | 1 201 | 1 159 |

| 1856  | 1861  | 1866  | 1872  | 1876  | 1881  | 1886  | 1891  | 1896  |
| ----- | ----- | ----- | ----- | ----- | ----- | ----- | ----- | ----- |
| 1 169 | 1 145 | 1 222 | 1 157 | 1 232 | 1 319 | 1 367 | 1 358 | 1 346 |

| 1901  | 1906  | 1911  | 1921  | 1926  | 1931  | 1936  | 1946  | 1954  |
| ----- | ----- | ----- | ----- | ----- | ----- | ----- | ----- | ----- |
| 1 391 | 1 405 | 1 246 | 1 227 | 1 301 | 1 355 | 1 248 | 1 337 | 1 363 |

| 1962  | 1968  | 1975  | 1982  | 1990  | 1999  | 2006  | 2007  | 2012  |
| ----- | ----- | ----- | ----- | ----- | ----- | ----- | ----- | ----- |
| 1 514 | 2 618 | 3 739 | 4 491 | 5 937 | 7 059 | 7 541 | 7 604 | 8 043 |

| 2017  | 2022  | - | - | - | - | - | - | - |
| ----- | ----- | - | - | - | - | - | - | - |
| 7 975 | 8 347 | - | - | - | - | - | - | - |

## Enseignement
Ballan-Miré se situe dans l'Académie d'Orléans-Tours (Zone B) et dans circonscription Joué-les-Tours.
Plusieurs établissements scolaires accueillent les élèves : l'école maternelle Jacques Prévert, l'école élémentaire Jean Moulin, l'école élémentaire Hélène Boucher et le collège René Cassin.

## Sports
La ville dispose de bonnes infrastructures et de nombreuses associations pour pratiquer une activité sportive. En voici une liste non exhaustive:
- Ballan basket club (basket)
- Ballan judo club (judo)
- Ballan rando (randonnée)
- Golf de Touraine (golf 18 trous)
- Ballan sur roulette (roller)
- Ballan-Miré Twirling Bâton (Twirling)
- compagnie des archers de Ballan-Miré (tir à l’arc)
- Cyclo randonneurs (randonnée)
- Le Discobole Ballanais (Disc Golf)
- Ekiden de Touraine by ASPTT Tours (course à pied)
- Escrima Martial club (escrime)
- Étoile ballanaise de pétanque (pétanque)
- Football club ouest tourangeau (football)
- Football club des vétérans de Ballan (football)
- Gymnastique club ballanais (gymnastique)
- Passion dance (dance)
- Raquettes club ballanais (badminton et tennis de table)
- Tennis club de ballan-Miré (tennis)

## Culture locale et patrimoine

### Monuments et lieux touristiques
- L'église Saint-Venant du XIIe siècle. Ses vitraux sont inscrits à l'inventaire des monuments historiques. Il s'agit de verrières du XVIe siècle, commandées par Jacques de Beaune, surintendant des finances de François Ier. L'église fut agrandie en 1516.
- Le grand Moulin, édifié entre 1515 et 1520 au milieu du Cher.
- Les tours Charlemagne et les tours d'entrée du château de la Carte. Elles matérialisent le système de défense utilisé en 1515.
- L'étang de Beaune et son lavoir. Le lavoir, creusé en 1865, a été remis en état en 1980, l'étang en 1984.
- Les châteaux de Ballan-Miré : treize petits châteaux, manoirs, gentilhommières sont disséminés sur le territoire de la commune :

Châteaux
- Beau Soleil,
- Beauvais (XVIIe siècle et reconstruit en 1890)
- Bois Renault (XIVe siècle),

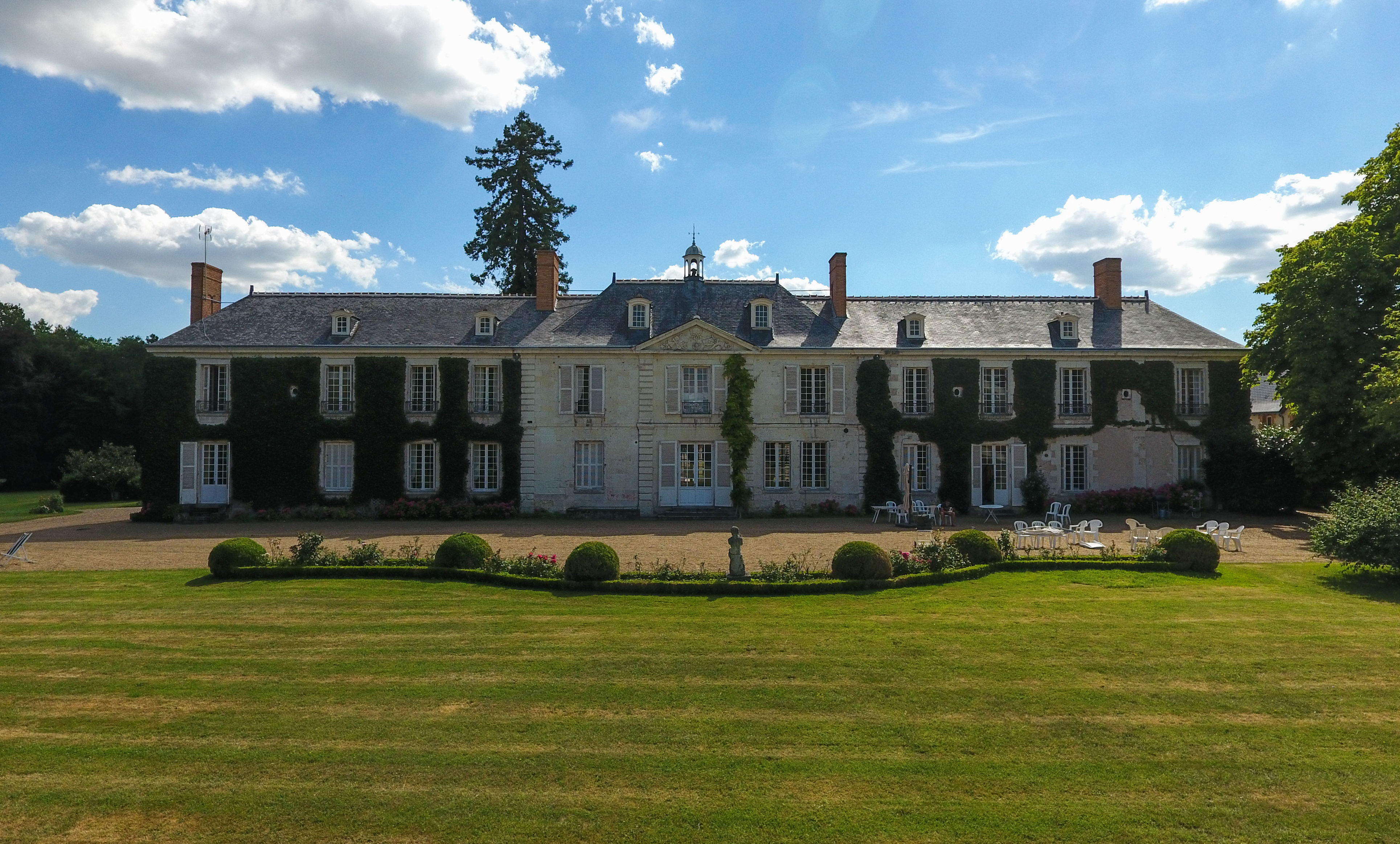
Château de la Rochefuret.

- La Carte (construit de 1497 à 1515 et entièrement restauré en 1879),
- La Commanderie (XIIIe siècle, reconstruit au XIVe siècle),
- La Touche (reconstruit en 1900)
- Le Vaux (date de la fin XVIe siècle, puis reconstruit en 1774 ; actuellement, chambre d'hôte et fabrication de produits du terroir à la ferme). Ce château est doté d'un original cadran solaire (XVIIIe siècle)
- La Rochefuret[39] (1638),

Manoirs
- La Goupillère (1400 et restauré début XVIIIe)
- La Pasqueraie (XVIIe siècle puis 1er étage en 1810 et le second en 1908)

Gentilhommières
- La Bardinière,
- La Fuye (1610)
- Le Grand Bouchet

La plupart de ces demeures sont privées. Elles ne sont pas ouvertes à la visite.

### Personnalités liées à la commune
Édouard Dalloz est un homme politique français né le 24 mai 1825 à Paris et décédé le 14 novembre 1886 à Ballan. Fils de Désiré Dalloz, fondateur de la maison d'édition du même nom, il était avocat et auteur d'ouvrages de jurisprudence. Il a été député du Jura, de 1852 à 1870, soutenant la majorité dynastique. Il fut secrétaire du Corps législatif pendant 7 ans.
Édouard-Jean-Étienne Deligny (né le 12 décembre 1815 à Ballan - mort en février 1902 à Ballan, dans en sa propriété de la Goupillière). C'était un militaire français du XIXe siècle, qui fut général de division d'infanterie et grand-croix de la Légion d'honneur.
Gabrielle Alphen-Salvador  née le 1er avril 1856 à Paris et morte le 15 juin 1920 à Ballan-Miré, est une philanthrope, militante féministe, fondatrice d’une école d’infirmières à Paris qui donna naissance à l’École de puériculture de la Faculté de médecine de Paris et à l’Institut de service social de Montrouge.
La cantatrice Germaine Lubin fut l'une des propriétaires du château de la Carte, pendant la guerre.

### Héraldique
| Blason de Ballan-Miré | Les armes de Ballan-Miré se blasonnent ainsi : De sinople, au chevron d'argent, accompagné en chef de deux besants d'or et en pointe d'une masse d'armes du même posée en barre. |